# Deutsches Ultimatum an Litauen

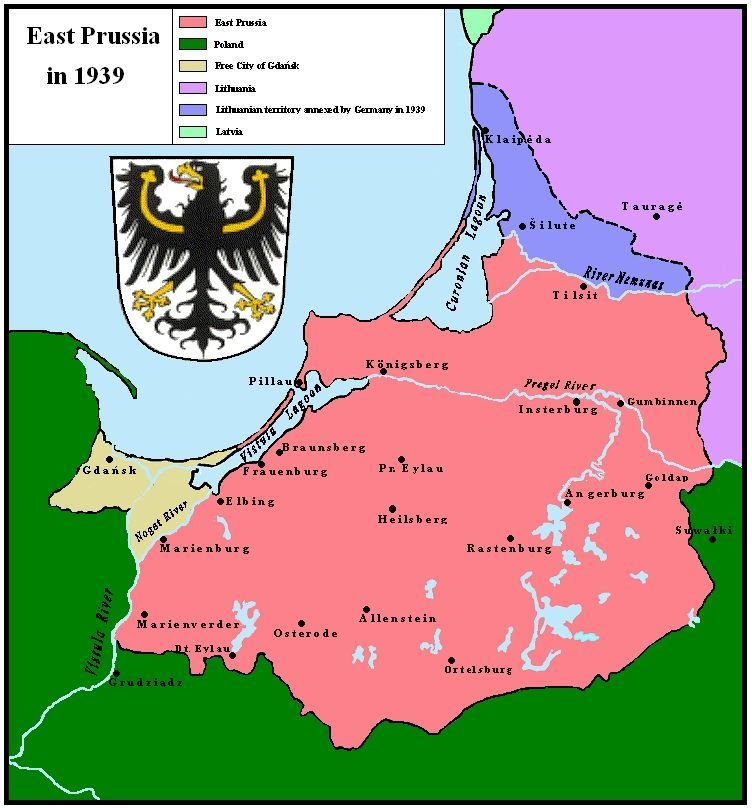
Ostpreußen nach dem Inkrafttreten des Ultimatums, Ostpreußen ist rosa, das Memelland blau markiert

Das Deutsche Ultimatum an Litauen im Jahr 1939 war ein mündliches Ultimatum des nationalsozialistischen Außenministers Joachim von Ribbentrop an den damaligen litauischen Außenminister Juozas Urbšys, das am 20. März 1939 gestellt wurde.

## Zusammenfassung
Das Deutsche Reich verlangte die Abtretung des vormals deutschen Memellandes, das im Vertrag von Versailles dem Völkerbund unterstellt und 1923 von Litauen besetzt worden war, und drohte mit dem Einmarsch der Wehrmacht in Litauen im Falle der Ablehnung des Ultimatums. Nach jahrelangen zunehmenden Spannungen zwischen beiden Staaten und vermehrter nationalsozialistischer Propaganda im Memelland wurde die Forderung im Zuge der nationalsozialistischen Expansion erwartet. Das Ultimatum wurde fünf Tage nach der Zerschlagung der Tschechoslowakei gestellt. Die vier Unterzeichner der Memelkonvention aus dem Jahr 1924, die den Status quo in der Gebietsfrage festschrieb, boten keine Hilfe an, wobei Frankreich und Großbritannien keinen Krieg in dieser Frage wünschten, während das Kaiserreich Japan und Italien das Deutsche Reich offen unterstützten. Litauen war gezwungen, das Ultimatum am 22. März 1939 zu akzeptieren. Für das Deutsche Reich war die Rückgewinnung des Memellandes der letzte Gebietsgewinn vor Ausbruch des Zweiten Weltkrieges. Für Litauen bedeutete sie eine herbe Schwächung von Wirtschaft und Moral, für Europa eine weitere Eskalation der Vorkriegsspannungen.

## Streit um das Memelland
Memel (heute Klaipėda) war ein wichtiger Seehafen in Ostpreußen und wurde wie das gesamte Memelland dem Deutschen Reich im Artikel 28 des Versailler Vertrages aberkannt und gemäß Artikel 99 unter alliierte Verwaltung gestellt. Frankreich übernahm die Zivilverwaltung des Gebiets, während Litauen sich weiterhin um dessen Erwerb bemühte, da eine signifikante litauische Minderheit vorhanden war (siehe Kleinlitauen) und der Hafen von Memel einen besseren Zugang Litauens zur Ostsee bedeutete.
Polen beanspruchte das Territorium ebenfalls. Da die Alliierten lange zögerten, eine Entscheidung zu treffen, und es aussah, als ob das Memelland ein freier Staat ähnlich wie die Freie Stadt Danzig bleiben würde, ergriff der litauische Staat die Initiative und organisierte den Memelaufstand im Januar 1923, wobei das Deutsche Reich und die Sowjetunion Litauen unterstützten. Die Region wurde als autonomes Gebiet mit einem eigenen Landtag Litauen angeschlossen. Das Memelland hatte eine ungefähre Größe von 2.400 km² und rund 140.000 Einwohner.
In den 1920er Jahren pflegten Litauen und die Weimarer Republik ein gutes Verhältnis, da beide Staaten antipolnisch eingestellt waren. Im Januar 1928 schlossen das Deutsche Reich und Litauen nach langen und schwierigen Verhandlungen einen Grenzvertrag, der das Memelland bei Litauen beließ. Nach der Machtübernahme durch die Nationalsozialisten begannen im März 1933 erneute Spannungen, die einen ihrer Höhepunkte im Februar 1934 erreichten, als die litauische Regierung Dutzende von pro-nationalsozialistisch gesinnten Aktivisten festnahm. Als Antwort auf diese Festnahmen und die folgenden Prozesse verhängte das Deutsche Reich einen Boykott über litauische Agrarerzeugnisse. Dieser Boykott verursachte eine Wirtschaftskrise in Suvalkija im Süden von Litauen, wo Bauern gewalttätige Aufstände organisierten. Nach der Volksabstimmung im Saargebiet 1935 wurden die Gefangenen schließlich amnestiert. Infolge dieser Amnestien sank das Ansehen des litauischen Staates sowohl im als auch außerhalb des Memellandes, was dem deutschen Reich erlaubte, seinen Einfluss in der Memelregion weiter zu steigern.

## Höhepunkt der Spannungen
Im Frühling 1938 maß Adolf Hitler der Eingliederung des Memellandes die höchste Bedeutung nach der Eingliederung des Sudetenlandes zu. Als Polen im März 1938 sein Ultimatum an Litauen stellte, gab das Deutsche Reich offen bekannt, dass im Kriegsfall die Wehrmacht ins Memelland und in den Großteil Westlitauens einmarschieren würde. Eine Woche nachdem Litauen das polnische Ultimatum angenommen hatte, präsentierte Deutschland ein Elf-Punkte-Memorandum, das Aktionsfreiheit für die pro-deutsch gesinnten Aktivisten in der Memelregion und die Linderung des litauischen Einflusses verlangte. Die Punkte wurden bewusst ungenau formuliert, um Litauen leicht eines Bruches bezichtigen zu können. Der litauische Staat entschied sich für einen Aufschub der Angelegenheit und hoffte dabei auf eine Verbesserung der internationalen Situation, und dass die deutschsprachigen Bürger keinen Grund zur Beschwerde hätten.
Diese Taktik erwies sich als nicht erfolgreich. NS-Propaganda und Proteste gegen litauisches Vorgehen waren verbreitet, selbst unter der litauischen Bevölkerung, und die örtliche Verwaltung erwies sich als unfähig, sie zu unterbinden. Aufgrund deutschen Drucks sah sich der litauische Staat am 1. November 1938 gezwungen, den Ausnahmezustand und die Pressezensur aufzuheben. Bei den Landtagswahlen im Memelland im Dezember erhielten die prodeutschen Parteien 87 % der Stimmen und 25 der 29 Sitze. Ernst Neumann, Hauptangeklagter bei den Prozessen von 1934, war im Februar aus dem Gefängnis entlassen worden und zum Anführer der prodeutschen Bewegung geworden. Im Dezember 1938 wurde er von Adolf Hitler empfangen, der ihm versicherte, die Memelfrage werde bis März oder April 1939 gelöst werden. Neumann und weitere prodeutsche Aktivisten beriefen sich auf das Selbstbestimmungsrecht der deutschen Bevölkerung und forderten von der Regierung die Aufnahme von Verhandlungen über den Status des Memellands. Es wurde erwartet, dass der memelländische Landtag bei seinem Zusammentreten am 25. März 1939 für einen Anschluss an das Deutsche Reich votieren würde. Die offiziellen deutschen Kanäle äußerten sich nicht in der Angelegenheit. Offenbar ging man davon aus, dass Litauen das umstrittene Gebiet von sich aus aufgeben würde und dass eine öffentliche Stellungnahme die sensiblen Gespräche mit Polen über ein antikommunistisches Bündnis gegen die Sowjetunion stören könnte.

## Das Ultimatum
Gerüchte erreichten die litauische Regierung, dass der NS-Staat spezifische Pläne zur Übernahme des Memellandes verfolgte. Am 12. März repräsentierte Außenminister Urbšys Litauen bei der Krönung von Papst Pius XII. Dabei begab er sich auf seinem Rückweg nach Berlin mit der Hoffnung, Klarheit in die von Gerüchten geprägte Situation bringen zu können. Am 20. März stimmte Joachim von Ribbentrop einem Treffen mit dem litauischen Außenminister zu, jedoch wurde der Diplomat Kazys Škirpa gebeten, in einem anderen Raum zu warten. Das Gespräch dauerte etwa 40 Minuten. Ribbentrop verlangte die Rückgabe des Memellandes und drohte mit militärischen Schritten. Urbšys gab dieses verbale Ultimatum an die litauische Regierung weiter. Da das Ultimatum nie schriftlich festgehalten wurde und keine formale Frist beinhaltete, spielten einige Historiker die Bedeutung des Ultimatums herunter, wobei sie es eher als ein Set von Forderungen als ein Ultimatum beschrieben. Trotzdem stellte der NS-Staat klar, dass im Falle von Widerstand militärische Kraft eingesetzt werden würde und Litauen gewarnt war, um keine ausländische Hilfe anzusuchen. Während das Deutsche Reich keine endgültige Frist setzte, forderte es eine schnelle Entscheidung und stellte klar, dass jegliche Zusammenstöße oder deutsche Verluste eine Antwort des deutschen Militärs zur Folge haben würde.
Litauen informierte im Geheimen die Unterzeichner der Memelkonvention aus dem Jahr 1924 über die Forderungen, da der Staat technisch ohne Genehmigung der Unterzeichner das Memelland nicht verteilen konnte. Das Königreich Italien unter Benito Mussolini sowie das Japanische Kaiserreich unterstützten das Deutsche Reich in dieser Angelegenheit, während das Vereinigte Königreich und Frankreich zwar Sympathie ausdrückten, jedoch keine materielle Hilfe anboten. Sie folgten weiterhin dem Konzept der Appeasement-Politik. Das Vereinigte Königreich behandelte die Angelegenheit wie die Sudetenkrise und unternahm keine Anstrengungen, Litauen oder andere baltische Staaten im Falle eines deutschen Angriffs zu unterstützen. Während die Sowjetunion prinzipiell auf Seiten des litauischen Staates stand, wollte sie keine Gefahr eingehen, die Beziehungen zum NS-Staat zu verschlechtern, da sie eine Allianz mit dem Deutschen Reich erwog. Ohne jegliche internationale materielle Unterstützung musste Litauen das Ultimatum akzeptieren. Die litauische Diplomatie bezeichnete das Zugeständnis als ein notwendiges Übel, das es Litauen ermöglichte, unabhängig zu bleiben, und hegte die Hoffnung, dass es sich lediglich um einen temporären Rückzug handelte.

## Vertragsunterzeichnung
Um 1:00 Uhr am 23. März 1939 unterzeichneten Urbšys und Ribbentrop einen Vertrag, der beinhaltete, dass Litauen effektiv ab dem 22. März das Memelland an das Deutsche Reich übergab.
Artikel 1
Das durch den Vertrag von Versailles von Deutschland abgetrennte Memelgebiet wird mit Wirkung vom heutigen Tage wieder mit dem Deutschen Reich vereinigt.
Artikel 2
Das Memelgebiet wird sofort von den litauischen Militär- und Polizeikräften geräumt werden. Die Litauische Regierung wird dafür Sorge tragen, daß das Gebiet bei der Räumung in ordnungsmäßigem Zustand belassen wird. Beide Teile werden, soweit erforderlich, Kommissare ernennen, die die Übergabe der nicht in den Händen der autonomen Behörden des Memelgebiets befindlichen Verwaltungen durchzuführen haben.
Die Regelung der übrigen sich aus dem Wechsel der Staatshoheit ergebenden Fragen, insbesondere der wirtschaftlichen und finanziellen Fragen, der Beamtenfragen sowie der Staatsangehörigkeitsfragen, bleibt besonderer Vereinbarung vorbehalten.
Artikel 3
Um den Wirtschaftsbedürfnissen Litauens Rechnung zu tragen, wird in Memel für Litauen eine Freihafenzone eingerichtet werden. Die Einzelheiten werden nach den Richtlinien der diesem Vertrage beigefügten Anlage besonders geregelt werden.
Artikel 4
Zur Bekräftigung ihres Entschlusses, eine freundschaftliche Entwicklung der Beziehungen zwischen Deutschland und Litauen sicherzustellen, übernehmen beide Teile die Verpflichtung, weder zur Anwendung von Gewalt gegeneinander zu schreiten noch eine gegen einen der beiden Teile von dritter Seite gerichtete Gewaltanwendung zu unterstützen.
Artikel 5
Dieser Vertrag tritt mit der Unterzeichnung in Kraft.
Zu Urkund dessen haben die beiderseitigen Bevollmächtigten diesen Vertrag unterzeichnet.
Ausgefertigt in doppelter Urschrift, in deutscher und litauischer Sprache.

## Folgen
Vor der Unterzeichnung des Vertrages hatten deutsche Soldaten bereits den Hafen von Memel besetzt. Adolf Hitler persönlich landete an Bord des Panzerschiffes Deutschland im Hafen von Memel an und hielt eine kleine Rede auf dem Theaterplatz. Das Geschwader, das nach Memel fuhr, bestand aus dem Panzerschiff Admiral Graf Spee sowie den Leichten Kreuzern Nürnberg, Leipzig und Köln. Diese Schiffe wurden von zwei Flottillen Zerstörer, drei Torpedoboots-Flottillen und einer Tender-Flottille begleitet. Zu dieser Zeit besaß die litauische Marine lediglich ein einziges Schiff, den 560-Tonnen-Minenleger Prezidentas Smetona, das ehemalige Minensuchboot M 59 der Kaiserlichen Marine. Während das Deutsche Reich den Wiedergewinn des Memellandes feierte, waren europäische Politiker besorgt, dass die Freie Stadt Danzig Hitlers nächstes Ziel sein würde.
| Industrie im Memelland (1939)   | Industrie im Memelland (1939) | Industrie im Memelland (1939)                    |
| Industrie                       | Produktion (in 1000 Litas)    | Produktion (% des gesamten Nationalerzeugnisses) |
| ------------------------------- | ----------------------------- | ------------------------------------------------ |
| Torfabstich                     | 1,272                         | 13.3                                             |
| Metall und Maschinen            | 2,377                         | 10.6                                             |
| Chemikalien                     | 7.747                         | 36.6                                             |
| Leder und Fell                  | 764                           | 4.2                                              |
| Textilien                       | 28,257                        | 44.2                                             |
| Holz                            | 20,899                        | 53.9                                             |
| Papier und Drucke               | 20,744                        | 57.6                                             |
| landwirtschaftliche Erzeugnisse | 27,250                        | 21.5                                             |
| Kleidung                        | 1,495                         | 6.6                                              |
| Elektrizität und Gas            | 4,938                         | 28.6                                             |

Die bedingungslose Akzeptanz zweier Ultimaten in einem Zeitraum von etwas mehr als einem Jahr war ein großer Faktor der Unzufriedenheit der autoritären Regentschaft des litauischen Präsidenten Antanas Smetona. Das deutsche Ultimatum verursachte eine politische Krise: Das passive Kabinett von Vladas Mironas wurde durch ein Kabinett unter Führung von General Jonas Černius ersetzt.
Zum ersten Mal seit dem Litauischen Putsch 1926 bestand die Regierung auch aus Mitgliedern der Opposition: Leonas Bistras von den litauischen Christdemokraten wurde zum Bildungsminister ernannt. Des Weiteren nahm Jurgis Krikščiūnas vom Litauischen Bauernvolksbund die Position des Agrarministers ein.
Da alle anderen Parteien in Litauen verboten worden waren, wurden Bistras und Krikščiūnas offiziell als unabhängige private Bürger dargestellt. Das Kabinett wurde auch um vier Generäle erweitert. Trotzdem bewegte nicht einmal die sich anbahnende internationale Krise die litauischen Politiker zu einer Einigung, da sie weiterhin über politisch belanglose Themen stritten.
Der Verlust des einzigen großen Ostseehafens war ein herber Schlag für die litauische Wirtschaft, da zwischen 70 und 80 % des Auslandshandels über Memel abgewickelt wurden. Das Memelland, das nur rund 5 % des gesamten litauischen Territoriums ausmacht, beheimatete zu diesem Zeitpunkt ein Drittel der gesamten Industrie. Mit dem Verlust des Hafens verlor der Staat auch große Investitionen, durch die die Infrastruktur des Hafens ausgebaut worden war. Rund 10.000 Flüchtlinge, zum Großteil Juden, verließen die Region und suchten nach Unterkunft und Hilfe der Regierung.
Die Bürger Litauens zweifelten an dem Schicksal ihres Landes, wobei sie in den Monaten März–April 1939 nahezu 20 % der Gesamteinlagen abzogen. Nach dem Verlust des Memellandes geriet Litauen in die deutsche Einflusssphäre, im Speziellen im wirtschaftlichen Sinne. Ende des Jahres 1939 entfielen 75 % der Exporte und 86 % der Importe auf Deutschland. Das Deutsche Reich und die Sowjetunion schlossen 1939 den Molotow-Ribbentrop-Pakt, in dem Osteuropa in eine deutsche und eine sowjetische Einflusszone geteilt wurde, wobei Litauen zu Beginn dem Deutschen Reich zufiel. Seitens des NS-Staates existierten Vorschläge einer deutsch-litauischen Militärallianz gegen Polen. Dabei bestand das Versprechen, die Region rund um Vilnius erneut an Litauen zurückzugeben, da sie zuvor polnisch gewesen war. Trotzdem lehnte der litauische Staat diesen Vorschlag ab und hielt sich an die strikte Neutralitätspolitik.